# 先帝
先帝（せんだい・せんてい）とは、源氏物語に登場する架空の人物。

## 本来の「先帝」の意味
「先帝」とは本来は、「先代の帝（天子）」すなわち「現在の帝よりも前に在位した帝」（必ずしも直前（一代前）の帝という意ではない。）という意味だけを持っていた語であり、先の世の優れた帝、というニュアンスが込められているともされる。しかしながら、多くの天皇が生前に譲位し、その後「院」と呼ばれるようになってから崩御するようになると、「先帝」とは「過去の天皇のうち、在位中または譲位後まもなくに崩御したため「院」と呼ばれることの無かった天皇」を指すようになったとみられている。実在の天皇の例で見ると、醍醐天皇は譲位後まもなく崩御したために『後撰和歌集』詞書などにおいて「院」と呼ばれることなく「先帝」と呼ばれている。

## 源氏物語における先帝
源氏物語において、「先帝」なる語は、以下のように、桐壺巻に二個所、賢木巻と若菜上巻に各1個所現れるが、桐壺帝が皇位にある桐壺巻だけではなく朱雀帝が皇位にある賢木巻でも冷泉帝が皇位にある若菜上巻でも「それぞれの時点での今の帝の一つ前の帝」を指すのではなく全て同じ人物を指しているという、固有名詞的な使われ方がされている。源氏物語には、桐壺帝、朱雀帝、冷泉帝、今上帝といった天皇（帝）が登場するが、この他に桐壺帝より前の時点で皇位に就いていた天皇として、「一院」ないし「前の朱雀院」とよばれている人物とこの「先帝」がいたとされる。この一院及び先帝と、桐壺帝以下の作中で皇位に就いている帝たちがいかなる血縁関係にあるのかについては本文中には一切明記されていない。このうち「一院」は、紅葉賀巻の時点で生きており、同巻において、「参座しにとても、あまた所も歩きたまはず、内裏、春宮、一院ばかり、さては、藤壺の三条の宮にぞ参りたまへる。」と、桐壺帝とその長男である朱雀帝がこの一院のために五十の賀を催すなど、桐壺帝と非常に近い関係にあったと見られることから桐壺帝の父であろう（兄である可能性もあるとする説もある。）と考えられている。これに対しこの「先帝」は、桐壺巻の時点ではすでに崩御していたと見られ、またその男子が「帝の后腹の子」という皇位を嗣いでもおかしくない血筋にもかかわらず兵部卿宮や式部卿宮という地位に留まって皇位を継ぎそうな気配が全く無く、同じく后腹の皇女である藤壺が後宮に入った際にも「力のある後ろ盾がいない」ことが問題とされて母后が入内に反対し、藤壺が産んだ皇子である冷泉帝が即位した際には通常母方の係累に繋がる人物が就くべき後ろ盾に「適当な人物がいない」として（実は冷泉帝の実父である）光源氏が就いているなど、この先帝の一族は全く勢力を失った政治的敗者という描かれ方がされている。
なお、源氏物語の作品中においては、過去に実在した帝として桐壺巻において「宇多の帝の御誡めあれば」という形で「宇多天皇」が、また横笛巻において「かれは陽成院の御笛なり。」という形で「陽成天皇」がいたとされる。

### 登場する巻
「先帝」は源氏物語の本文中では以下の巻でそれぞれ以下のような形で触れられている。
- 第01帖 桐壺
後に藤壺中宮と呼ばれるようになる皇女を「先帝の四の宮」と説明する形で登場する。なお、明融臨模本では「帝」の傍注に朱書で「タイ」とあり、さらに墨筆で濁点符号があるので、「せんだい」と読むことになる。また大島本の傍注には「光孝」とある。
同巻においてもう一個所、藤壺中宮の母后に仕える典侍について、「先帝の御時の人にて」と説明されている。この記述が「先帝の時に任命された」ことを意味するとすると、この人物については「三代の宮仕へに」ともあるため「先帝」と現帝である「桐壺帝」との間にもう一人の帝がいたことになるとの解釈が成り立つとの見解もある。
- 第10帖 賢木
藤壺中宮が、法華八講[注釈 1]を主催した後に出家した旨の記述において、「第一日は、先帝の御ため。第二日は、母后の御ため。次の日は、故院の御ため。」との記述がある。
- 第34帖 若菜上
朱雀帝の女君の説明の中で、「その中に、藤壺と聞こえしは、先帝の源氏にぞおはしましける。（その中でも、藤壷と申し上げた方は、先帝の源氏でいらっしゃった。）」とある。

### 即位の順序
先帝は桐壺帝の在位中である桐壺巻において「先帝」と呼ばれていることから、桐壺帝より先に即位したことは明らかであるが、桐壺帝の何代前に即位した帝なのかは不明である。
先帝と同様に桐壺帝の前に在位したとされる「一院」との先後関係についても、
- 先帝 → 一院 → 桐壺帝
- 一院 → 先帝 → 桐壺帝

の二つの場合が考えられるが、本文の記述からはどちらであるのか明確ではなく、これらの帝の間に別の帝が在位している可能性も考えられる。この点については、藤壺中宮の母后に仕える典侍について、桐壺巻において「先帝の御時の人にて」（「先帝の時に任命された」）と説明されていることと、同じ人物についてすぐ後に「三代の宮仕へに」（「三代に亘って宮仕えしている」）との記述もあることと組み合わせて「先帝」と現帝である桐壺帝との間にもう一人の帝がいたことになるとの解釈が成り立つといった見解もある。

### 系譜
この先帝と一院や桐壺帝との血縁関係については源氏物語の本文中には一切記述が存在しないため、さまざまな見解が存在する。
- 先帝を一院の父とするもの[8][9][10][11][12]
この立場は四辻善成による室町時代初期の古注釈である『河海抄』がとっている説でもある[13]。
- 先帝を一院の子で桐壺帝の兄とするもの[14][注釈 2]
- 先帝を一院の弟とするもの[15][16][17][18]
- 先帝と一院との関係については上記と同様であるが、物語の中には現れない「新院」の存在を想定し、「一院」・「新院」・「先帝」の三兄弟を想定するもの[19][20]
- 先帝を一院の異母兄弟とするもの[21][22]
- 先帝と一院は別の皇統であるとするもの[23][24][25]
- 「（複数の可能性があり）確定しがたい」とするもの[26][27]
- 「不明」とするもの[28][29][30][31][32]

なお、これらの見解の相違は、
- 「先帝」や「一院」といった呼称が当時の実際の歴史の中で、あるいは『うつほ物語』や『栄花物語』、『狭衣物語』[33]などといった近い時代の物語作品の中でどのような条件を持ったどのような人物に対して使われているのか。
- 先帝・一院・桐壺帝といった作品中の天皇たちがどのような実在の天皇たちを想定して描かれているのか。（モデル論・準拠論）
- 人物の年齢差を含めてどのような関係を自然ないし不自然とみるか。[注釈 3]

といったことに由来している。
また、光源氏の女君の一人である「末摘花」の父とされる「常陸宮」についても本文中ではその系譜は明らかにされていないために桐壺帝に繋がる可能性と先帝に繋がる可能性及びどちらとも離れた家系である可能性があるが、桐壺帝に繋がる家系なのか先帝に繋がる家系なのかによってその人物造形が代わってくる可能性が存在するとされることがある。

## 妻子
先帝には妻として以下の存在が確認出来る。
- 后[38]
「后の宮」とも呼ばれるため、自身も皇統に繋がる人物であることがわかる。この人物は桐壺帝在位の時点で「后」と呼ばれており、そのように呼ばれているということは、単に先帝の「皇后」であったというだけではなくこの時点でも「皇太后」や「太皇太后」といった「后」と称されるべき公式な地位にあったことを意味している。この「后」は、娘が桐壺帝に入内することに強く反対しており、桐壺帝らもその意向を無視することが出来なかったため入内が実現したのは后の没後であった。
- 更衣[39]の二人が存在することが記されているが、それで全部かどうかは不明である。また子として以下の存在が確認出来る。藤壺中宮が「女四宮」とされていることからこの他に「女一宮」・「女二宮」・「女三宮」がいたことはわかる（母親や事績は一切不明である）ものの、全部で何人いるのかは不明である。
- 兵部卿宮[40]。
后腹の男子である。当初は兵部卿宮として登場し、のちに桃園式部卿宮の薨去をうけて式部卿宮となった。紫上や髭黒の北の方らの父である。
- 后腹の女子でのちに桐壺帝の藤壺中宮となった女四宮（第四皇女）[41]。
- 更衣腹の娘で藤壺女御となった女宮。[42]
若菜下巻で初めてその存在が語られる。藤壺中宮の妹ではあるが、何番目の皇女かは不明である。源姓を賜って臣籍降下した後朱雀帝の女御となり、姉と同じく藤壺と称し、女三宮の母となった。[43]

その他東宮で六条御息所の夫で秋好中宮の父となったがまもなく死去した「前坊」と呼ばれている人物についてもこの先帝の子である可能性があるとの見解もある。